# 64e Grammy Awards

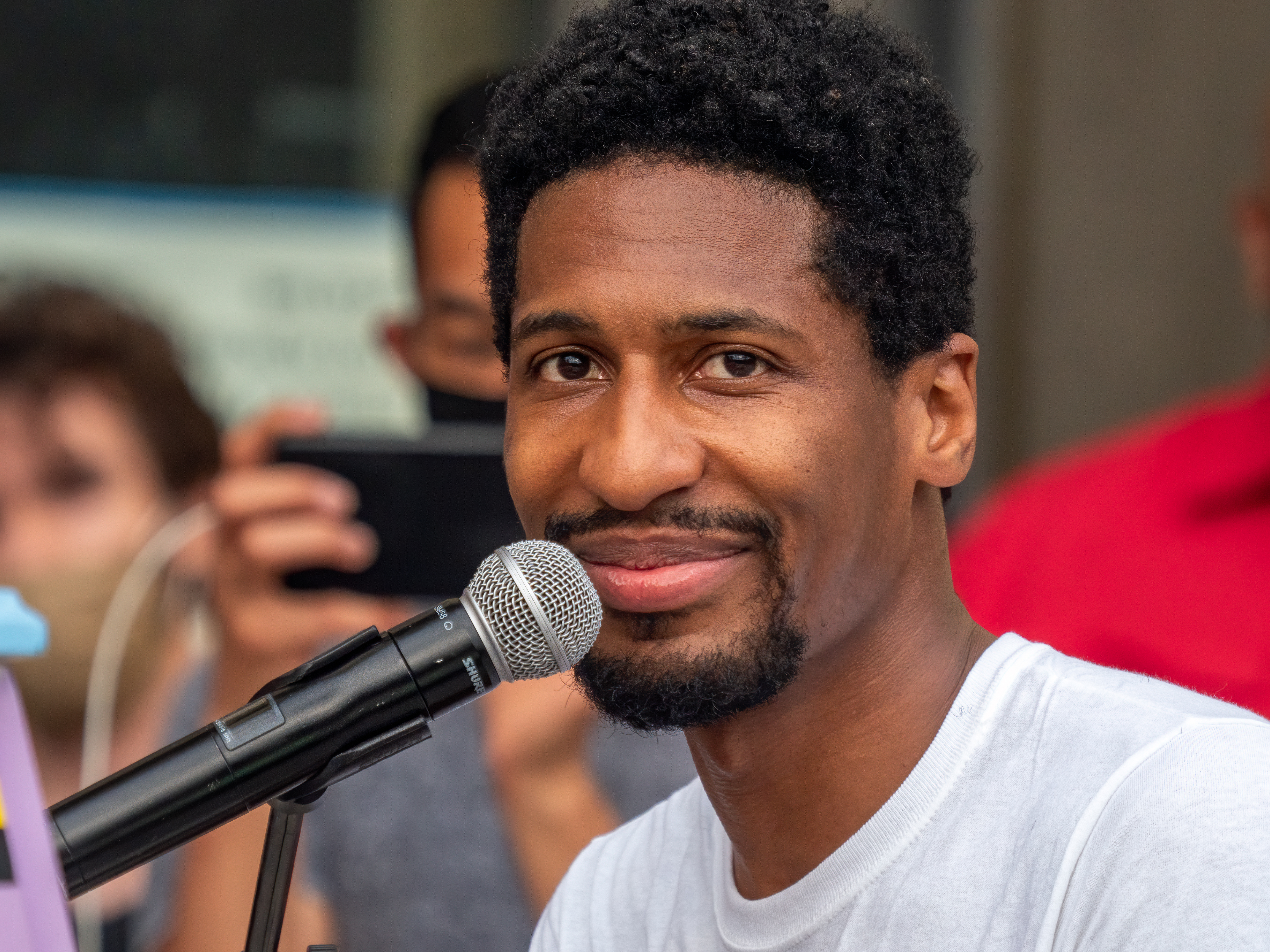
De Amerikaanse componist en zanger Jon Batiste verzilverde vijf van zijn elf nominaties, waaronder de award voor Album van het jaar.

De uitreiking van de 64e Grammy Awards zou oorspronkelijk plaatsvinden op 31 januari 2022 in het Staples Center in Los Angeles en zou worden uitgezonden door tv-zender CBS en op online platforms. Op 5 januari 2022 werd echter bekendgemaakt dat de show voor onbepaalde tijd is uitgesteld vanwege de situatie rond Covid-19. Op 18 januari 2022 maakte de organisatie bekend dat de uitreiking was verplaatst naar zondag 3 april, en dat deze zou plaatsvinden in de MGM Arena in Las Vegas. 
Muziek die in aanmerking kon komen voor een Grammy moest zijn uitgebracht tussen 1 september 2020 en 30 september 2021. De nominaties zijn op 23 november 2021 bekendgemaakt. 
De grote winnaar was componist en zanger Jon Batiste, die van zijn elf nominaties (het hoogste aantal van het jaar) er vijf wist te verzilveren, inclusief die voor Album of the Year voor We Are. De groep Silk Sonic, bestaande uit Bruno Mars en Anderson Paak wonnen vier awards, waaronder de prijs voor Record of the Year en Single of the Year. Olivia Rodrigo, CeCe Winans, Chris Stapleton en Foo Fighters wonnen elk drie prijzen. Justin Bieber wist geen van zijn acht nominaties te verzilveren. 

## Winnaars

### Algemeen
- Record of the Year
  - ”Leave the door open” - Silk Sonic (Dernst "D'Mile" Emile II & Bruno Mars, producers; Serban Ghenea, John Hanes & Charles Moniz, technici/mixers; Randy Merrill, mastering engineer)
- Album of the Year
  - "We Are" - Jon Batiste (Craig Adams, David Gauthier, Braedon Gautier, Brennon Gautier, Gospel Soul Children Choir, Hot 8 Brass Band, PJ Morton, Autumn Rowe, Zadie Smith, St. Augustine High School Marching 100 & Trombone Shorty, meewerkende artiesten; Jon Batiste, Mikey Freedom Hart, DJ Khalil, King Garbage, Kizzo, Sunny Levine, Nate Mercereau, David Pimentel, Ricky Reed, Autumn Rowe, Jahaan Sweet & Nick Waterhouse, producers; Jon Batiste, Russ Elevado, Mischa Kachkachishvili, Kizzo, Joseph Lorge, Manny Marroquin, Ken Oriole, David Pimentel, Ricky Reed, Jaclyn Sanchez, Ethan Shumaker, Matt Vertere, Marc Whitmore & Alex Williams, technici/mixers; Andrae Alexander, Troy Andrews, Jon Batiste, Zach Cooper, Vic Dimotsis, Eric Frederic, Kizzo, Sunny Levine, Steve McEwan, PJ Morton, Autumn Rowe & Mavis Staples, songwriters; Michelle Mancini, mastering engineer)
- Song of the Year
  - Brandon Anderson, Christopher Brody Brown, Dernst Emile II & Bruno Mars (componisten) voor Leave the Door Open, uitvoerenden: Silk Sonic
- Best New Artist
  - Olivia Rodrigo

### Pop
- Best Pop Solo Performance
  - "Drivers License" - Olivia Rodrigo
- Best Pop Duo/Group Performance
  - "Kiss me More" - Doja Cat ft. SZA
- Best Traditional Pop Vocal Album
  - "Love For Sale" - Lady Gaga & Tony Bennett
- Best Pop Vocal Album
  - "Sour" - Olivia Rodrigo

### Dance/Electronic
- Best Dance/Electronic Recording
  - "Alive" - Rüfüs du Sol (uitvoerende); Jason Evigan & Rüfüs du Sol (producers); Cassian Stewart-Kasimba (mixer)
- Best Dance/Electronic Music Album
  - "Subconciously" - Black Coffee

### Contemporary Instrumental Music
- Best Contemporary Instrumental Album
  - "Tree Falls" - Taylor Eigsti

### Rock
- Best Rock Performance
  - "Making a Fire" - Foo Fighters
- Best Metal Performance
  - "The Alien" - Dream Theater
- Best Rock Song
  - Dave Grohl, Taylor Hawkins, Rami Jaffee, Nate Mendel, Chris Shiflett & Pat Smear (componisten) voor Waiting on a War, uitvoerenden: Foo Fighters
- Best Rock Album
  - "Medicine at Midnight" - Foo Fighters

### Alternative
- Best Alternative Music Album
  - "Daddy's Home" - St. Vincent

### R&B
- Best R&B Performance
  - "Pick Up Your Feelings" - Jazmine Sullivan
  - "Leave the door open" - Silk Sonic (ex aequo)
- Best Traditional R&B Performance
  - "Fight For You" - H.E.R.
- Best R&B Song
  - Brandon Anderson, Christopher Brody Brown, Dernst Emile II & Bruno Mars (componisten) voor Leave the Door Open, uitvoerenden: Silk Sonic
- Best Progressive R&B Album
  - "Table for Two" - Lucky Daye
- Best R&B Album
  - "Heaux Tales" - Jazmine Sullivan

### Rap
- Best Rap Performance
  - "Family Ties" - Baby Keem ft. Kendrick Lamar
- Best Melodic Rap Performance
  - "Hurricane" - Kanye West ft. The Weeknd & Lil Baby
- Best Rap Song
  - Dwayne Abernathy, Jr., Shawn Carter, Raul Cubina, Michael Dean, Charles M. Njapa, Sean Solymar, Kanye West & Mark Williams (componisten) voor Jail, uitvoerenden: Kanye West ft. Jay Z
- Best Rap Album
  - "Call Me If You Get Lost" - Tyler, the Creator

### Country
- Best Country Solo Performance
  - "You Should Probably Leave" - Chris Stapleton
- Best Country Duo/Group Performance
  - "Younger Me" - Brothers Osborne
- Best Country Song
  - Dave Cobb, J.T. Cure, Derek Mixon & Chris Stapleton (componisten) voor Cold, uitvoerende: Chris Stapleton
- Best Country Album
  - "Starting Over" - Chris Stapleton

### New Age
- Best New Age Album
  - "Divine Tides" - Stewart Copeland & Ricky Kej

### Jazz
- Best Improvised Jazz Solo
  - "Humpty Dumpty (Set 2)" - Chick Corea
- Best Jazz Vocal Album
  - "Songwrights Apothecary Lab" - Esperanza Spalding
- Best Jazz Instrumental Album
  - "Skyline" - Ron Carter, Jack DeJohnette & Gonzalo Rubalcaba
- Best Large Jazz Ensemble Album
  - "For Jimmy, Wes and Oliver" - Christian McBride Big Band
- Best Latin Jazz Album
  - "Mirror Mirror" - Eliane Elias with Chick Corea and Chucho Valdés

### Gospel/Contemporary Christian Music
- Best Gospel Performance/Song
  - "Never Lost" - CeCe Winans (uitvoerende); Chris Brown, Steven Furtick & Tiffany Hammer (componisten)
- Best Contemporary Christian Music Performance/Song
  - "Believe For It" - CeCe Winans (uitvoerende); Dwan Hill, Kyle Lee, CeCe Winans & Mitch Wong (componisten)
- Best Gospel Album
  - "Believe For It" - CeCe Winans
- Best Contemporary Christian Music Album
  - "Old Church Basement" - Elevation Worship & Maverick City Music
- Best Roots Gospel Album
  - "My Savior" - Carrie Underwood

### Latin
- Best Latin Pop Album
  - "Mendó" - Alex Cuba
- Best Música Urbana Album
  - "El Último Tour del Mundo" - Bad Bunny
- Best Latin Rock or Alternative Album
  - "Origen" - Juanes
- Best Regional Mexican Music Album
  - "A Mis 80's" - Vicente Fernández
- Best Tropical Latin Album
  - "Salswing!" - Rubén Blades y Roberto Delgado & Orquesta

### American Roots
- Best American Roots Performance
  - "Cry" - Jon Batiste
- Best American Roots Song
  - Jon Batiste & Steve McEwan (componisten) voor Cry, uitvoerende: Jon Batiste
- Best Americana Album
  - "Native Sons" - Los Lobos
- Best Bluegrass Album
  - "My Bluegrass Heart" - Béla Fleck
- Best Traditional Blues Album
  - "I Be Trying" - Cedric Burnside
- Best Contemporary Blues Album
  - "662" - Christone "Kingfish" Ingram
- Best Folk Album
  - "They're Calling Me Home" - Rhiannon Giddens & Francesco Turrisi
- Best Regional Roots Music Album
  - "Kau Ka Pe'a" - Kalani Pe'a

### Reggae
- Best Reggae Album
  - "Beauty in the Silence" - Soja

### Wereldmuziek (Global Music)
- Best Global Music Performance
  - "Mohabbat" - Arooj Aftab
- Best Global Music Album
  - "Mother Nature" - Angelique Kidjo

### Kinderrepertoire
- Best Children's Music Album
  - "A Colorful World" - Falu

### Gesproken Woord
- Best Spoken Word Album
  - "Carry On: Reflections For A New Generation From   " - Don Cheadle

### Comedy
- Best Comedy Album
  - "Sincerely"  - Louis CK

### Musical
- Best Musical Theater Album
  - "The Unofficial Bridgerton Musical" - Emily Bear (producent); Abigail Barlow & Emily Bear (componisten) (uitvoerenden: Abigail Barlow & Emily Bear)[2]

### Soundtrack
- Best Compilation Soundtrack for Visual Media
  - "The United States vs. Billie Holiday" - Andra Day
- Best Score Soundtrack for Visual Media
  - "The Queen's Gambit" - Carlos Rafael Rivera (componist)
  - "Soul" - Jon Batiste, Trent Reznor & Atticus Ross (componisten) (ex aequo)
- Best Song Written for Visual Media
  - Bo Burnham (componist) voor All Eyes On Me (uit Inside), uitvoerende: Bo Burnham

### Compositie & Arrangementen
- Best Instrumental Composition
  - Lyle Mays (componist) voor Eberhard, uitvoerende: Lyle Mays
- Best Arrangement, Instrumental or A Cappella
  - Charlie Rosen & Jake Silverman (arrangeurs) voor Meta Knight's Revenge (From Kirby's Superstar), uitvoerenden: The 8-bit Big Band ft. Button Masher
- Best Arrangement, Instruments and Vocals
  - Vince Mendoza (arrangeur) voor To the Edge of Longing, uitvoerenden: Czech National Symphony Orchestra o.l.v. Vince Mendoza & Julia Bullock

### Hoezen
- Best Recording Package (beste hoesontwerp)
  - Li Jheng & Yu Wei (ontwerpers) voor Pakelang, uitvoerenden: 2nd Generation Falangao Singing Group & The Chairman Crossover Big Band
- Best Boxed or Special Limited Edition Package
  - Darren Evans, Dhani Harrison & Olivia Harrison (ontwerpers) voor All Things Must Pass (50th Anniversary Edition), uitvoerende: George Harrison
- Best Album Notes (beste hoestekst)
  - Ricky Riccardi (schrijver) voor The Complete Louis Armstrong Columbia And RCA Victor Studio Sessions 1946-1966, uitvoerende: Louis Armstrong

### Historisch
- Best Historical Album 
  - Patrick Milligan & Joni Mitchell (producers); Bernie Grundman (mastering engineer) voor Joni Mitchell Archives, Vol. 1: The Early Years (1963-1967), uitvoerende: Joni Mitchell

### Productie & Techniek
- Best Engineered Album, Non-Classical (beste techniek op een niet-klassiek album)
  - Dae Bennett, Josh Coleman & Billy Cumella, technici; Greg Calbi & Steve Fallone, mastering engineers, voor Love For Sale, uitvoerenden: Lady Gaga & Tony Bennett
- Producer of the Year, Non-Classical
  - Jack Antonoff
- Best Remixed Recording
  - Mike Shinoda (remixer) voor Passenger (Mike Shinoda Remix), uitvoerende: The Deftones
- Best Immersive Audio Album 
  - George Massenburg & Eric Schilling, immersive mix technici; Michael Romanowski, immersive mastering engineer; Ann Mincieli, immersive producer voor Alicia, uitvoerende: Alicia Keys
- Best Engineered Album, Classical (beste techniek op een klassiek album)
  - Leslie Ann Jones (technicus); Michael Rowanowski (mastering engineer) voor Chanticleer Sings Christmas, uitvoerende: Chanticleer
- Producer of the Year, Classical
  - Judith Sherman

### Klassiek
Medewerkenden die niet in aanmerking kwamen voor een Grammy (b.v. begeleidende orkesten, solisten, etc.) staan in kleine letters tussen haakjes vermeld.
- Best Orchestral Performance
  - "Price: Symphonies nos. 1 & 3" - Yannick Nézet-Séguin (dirigent) (Philadelphia Orchestra)
- Best Opera Recording
  - "Glass: Akhnatan" - Karen Kamensek, dirigent; J’Nai Bridges, Anthony Roth Costanzo, Zachary James & Dísella Lárusdóttir (solisten); David Frost, producer (The Metropolitan Opera Orchestra; The Metropolitan Opera Chorus)
- Best Choral Performance
  - "Mahler: Symphony No. 8, 'Symphony Of A Thousand'" - Gustavo Dudamel, dirigent; Grant Gershon, Robert Istad, Fernando Malvar-Ruiz & Luke McEndarfer, koorleiders (Leah Crocetto, Mihoko Fujimura, Ryan McKinny, Erin Morley, Tamara Mumford, Simon O'Neill, Morris Robinson & Tamara Wilson; Los Angeles Philharmonic; Los Angeles Children's Chorus, Los Angeles Master Chorale, National Children’s Chorus & Pacific Chorale)
- Best Chamber Music/Small Ensemble Performance
  - "Beethoven: Cello Sonatas - Hope Amid Tears" - Yo-Yo Ma & Emanuel Ax
- Best Classical Instrumental Solo
  - "Alone Together" - Jennifer Koh
- Best Classical Solo Vocal Album
  - "Mythologies" - Sangeeta Kaur & Hila Plitmann (solisten); Danaë Xanthe Vlasse, pianiste (Virginie D'Avezac De Castera, Lili Haydn, Wouter Kellerman, Nadeem Majdalany, Eru Matsumoto & Emilio D. Miler)
- Best Classical Compendium
  - "Women Warriors - The Voices of Change" - Amy Andersson (dirigent); Amy Andersson, Mark Mattson & Lolita Ritmanis (producers)
- Best Contemporary Classical Composition
  - "Shaw: Narrow Sea" - Caroline Shaw (componist), (Dawn Upshaw, Gilbert Kalish & So Percussion)

### Video
- Best Music Video
  - "Freedom" - Jon Batiste (artiest); Alan Ferguson (regisseur); Alex P. Willson (video producer)
- Best Music Film
  - "Summer of Soul" - Diverse artiesten; Ahmir "Questlove" Thompson (regisseur); David Dinerstein, Robert Fyvolent & Joseph Patel (video producers)

## Nominaties & Awards
De meeste nominaties waren voor Jon Batiste, die elf kansen had op een Grammy. Opvallend daarbij was dat hij in veel verschillende categorieën was genomineerd: r&b, jazz, American Roots-muziek, filmmuziek, klassiek en video. Enkele van zijn nominaties waren voor zijn werk voor de soundtrack van de animatiefilm Soul uit 2020. Zijn aantal van elf nominaties was het hoogste aantal sinds Kendrick Lamar in 2016, die destijds ook elf nominaties in de wacht sleepte. Het hoogste aantal is 12 voor Michael Jackson (1984) en Babyface (1997).
Justin Bieber, Doja Cat en H.E.R. haalden acht nominaties, Billie Eilish en Olivia Rodrigo beiden zeven. Bieber en Eilish zijn de enigen uit dit rijtje die geen enkele Grammy wonnen. Rodrigo was genomineerd in de vier belangrijkste categorieën (Record of the Year, Song of the Year, Album of the Year en Best New Artist), iets wat slechts twaalf andere artiesten eerder deden. Alleen Christopher Cross en Billie Eilish slaagden erin om die vier categorieën ook daadwerkelijk te winnen. Rodrigo won uiteindelijk drie Grammy's, waaronder die voor de categorie Best New Artist.
Jay Z behaalde zijn 83e nominatie, waarmee hij de meest genomineerde artiest ooit is. Paul McCartney, die twee nominaties in de wacht sleepte, komt op 81 nominaties te staan.
Tony Bennett ontving vijf nominaties voor zijn duetten-album met Lady Gaga, Love For Sale, 60 jaar na zijn eerste nominaties. Eén daarvan wist hij te verzilveren, zijn 19e sinds 1963.
De enige Nederlandse nominatie was voor Roshwita Larisha Bacha, mede-componist van het rapnummer Family Ties van Baby Keem en Kendrick Lamar. Hoewel het nummer de prijs won in de categorie Best Rap Performance, greep Bacha als componiste naast de prijs (de categorie is uitsluitend voor uitvoerende artiesten). Echter, Family Ties werd óók genomineerd in de categorie Best Rap Song en hiervoor komen componisten wél in aanmerking voor een prijs. Bacha won de Grammy echter niet.
De meeste nominaties en prijzen waren:
 Producers, mixers
| Aantal nominaties | Artiest        |
| ----------------- | -------------- |
| 11                | Jon Batiste    |
| 8                 | Justin Bieber  |
| 8                 | Doja Cat       |
| 8                 | H.E.R.         |
| 7                 | Billie Eilish  |
| 7                 | Olivia Rodrigo |
| 6                 | D'Mile         |
| 6                 | Giveon         |
| 5                 | Lady Gaga      |
| 5                 | Lil Nas X      |
| 5                 | Kanye West     |
| 5                 | SZA            |
| 5                 | Tony Bennett   |

| Aantal awards | Artiest                 |
| ------------- | ----------------------- |
| 5             | Jon Batiste             |
| 4             | Bruno Mars              |
| 3             | Foo Fighters            |
| 3             | Olivia Rodrigo          |
| 3             | Chris Stapleton         |
| 3             | CeCe Winans             |
| 3             | Dernst "D'Mile" Emil II |
| 2             | Jazmine Sullivan        |
| 2             | Kanye West              |
| 2             | Chick Corea             |
| 2             | Christopher Brody Brown |
| 2             | Anderson.Paak           |
| 2             | Silk Sonic              |

Silk Sonic won twee prijzen als groep voor Leave the Door Open, terwijl er nog extra Grammy's waren voor Bruno Mars (1 als producer en 2 als componist), Dernst "D'Mile" Emil II (1 als producer en 2 als componist), Anderson.Paak (2 als componist), en Christopher Brody Brown (2 als componist).

## Wijzigingen
Begin mei 2021 kondigde de organisator van de Grammy Awards, de Recording Academy, een aantal drastische wijzigingen aan in de procedure die leidt tot de toekenning van nominaties en prijzen. Enkele weken later volgden nog meer wijzigingen. Een deel van de wijzigingen zou zijn doorgevoerd na de ophef die in 2021 ontstond toen bleek dat een van de grootste hits van 2020, Blinding Lights van The Weeknd, geen enkele nominatie (laat staan een onderscheiding) had ontvangen. The Weeknd had daarop de Recording Academy opgeroepen om "af te stappen van de geheime stemcomités die de hele procedure ondoorzichtig maken".
Dit zijn de belangrijkste wijzigingen:

### Opheffen van stemcomités
Voor veel categorieën bestonden tot 2021 zogenoemde stemcomités (Nominations Review Committees), bestaande uit 15 tot 30 leden van de Recording Academy, die gespecialiseerd waren in het genre waarvoor het comité was ingesteld (bijvoorbeeld r&b, country of gospel). Deze leden waren zelf ook actief in dat genre, bijvoorbeeld als componist, producer, uitvoerende artiest of technicus. Deze comités bepaalden uit de vele ingediende stemmen van de honderden leden van de Recording Academy welke vijf of zes platen of artiesten uiteindelijk een Grammy-nominatie kregen. Volgens critici kon dat ertoe leiden dat deze leden hun persoonlijke belangen bij een bepaalde plaat of artiest lieten meewegen bij het bepalen van welke artiesten of platen genomineerd zouden worden. Voortaan wordt simpelweg gekeken naar welke artiesten of platen de meeste stemmen hebben gekregen van de leden van de Recording Academy. De vijf of zes platen of artiesten met de meeste stemmen worden genomineerd. "Met deze stap geven wij de verantwoordelijkheid weer terug aan onze leden, nu zij het weer voor het zeggen hebben," schreef de Academy. Om de leden meer bij het nominatieproces te betrekken, wordt bovendien gekeken welke leden nog daadwerkelijk actief zijn in de muziekwereld.

### Aantal categorieën waarin mag worden gestemd wordt verkleind
Elk lid van de Academy mocht tot 2021 stemmen in maximaal vijftien van de in totaal 84 categorieën, waarbij het aan het lid zelf was om te bepalen in wélke categorie hij/zij stemde. Vanaf 2022 is dat aantal teruggebracht naar 10, waarbij er bovendien een maximum is gesteld aan het aantal genres (b.v. country, r&b, gospel, klassiek) waarin hij/zij mag stemmen van drie. Deze beperking geldt niet voor de vier belangrijkste categorieën, Record of the Year, Album of the Year, Song of the Year en Best New Artist. Daarin mag elk lid van de Academy stemmen.

### Samenvoeging van verschillende genres
Elk genre (of Genre Fields zoals de Academy ze noemt) bevat een aantal categorieën. Om het aantal "genre fields" te verminderen, zijn er vanaf 2022 een aantal gecombineerd. Het gaat hierbij specifieke, vooral technische onderdelen van de Grammy Awards.
- De Grammy's voor hoezen, hoesteksten en historische opnamen worden voortaan ondergebracht in het "genre field" Presentation
- De Grammy's voor producers (klassiek, niet-klassiek en immersive audio) worden voortaan ondergebracht in het "genre field" Production.

### Nieuwe categorieën/Nieuwe namen voor bestaande categorieën
In 2022 worden twee nieuwe categorieën ingevoerd, waarmee het totaal op 86 komt. Het gaat om Best Global Music Performance (in het wereldmuziek-genre) en Best Música Urbana Album (in het "latin"-genre).
De categorie Best Dance Recording heet voortaan Best Dance/Electronic Recording.